# Orzysz (gmina)
Orzysz – gmina miejsko-wiejska w województwie warmińsko-mazurskim, w powiecie piskim. W latach 1975–1998 gmina położona była w województwie suwalskim.
Siedziba gminy to Orzysz.
Według danych z 30 czerwca 2008 gminę zamieszkiwało 9518 osób. Natomiast według danych z  31 grudnia 2019 roku gminę zamieszkiwało 8863 osób.

## Struktura powierzchni
Według danych z 2002 gmina Orzysz ma obszar 363,49 km², w tym:
- użytki rolne: 33%
- użytki leśne: 38%

Gmina stanowi 20,46% powierzchni powiatu.

## Demografia

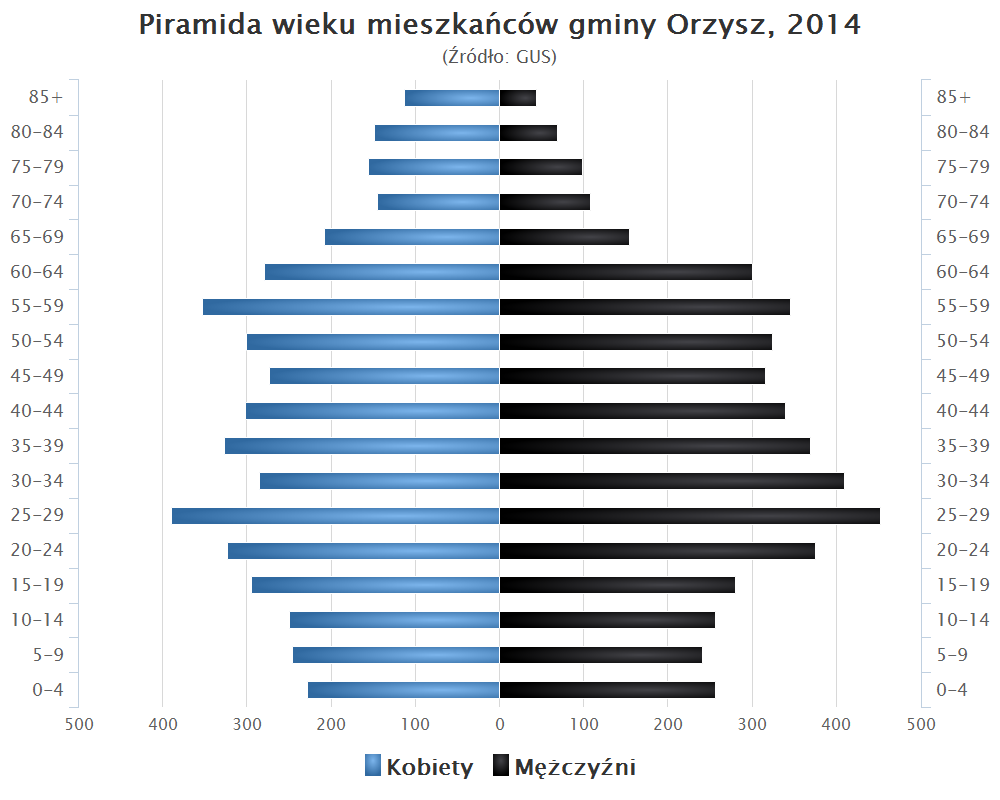
Piramida wieku mieszkańców gminy Orzysz w 2014 roku

Dane z 30 czerwca 2008:
| Opis      | Ogółem | Ogółem | Kobiety | Kobiety | Mężczyźni | Mężczyźni |  |
| --------- | ------ | ------ | ------- | ------- | --------- | --------- |  |
| jednostka | osób   | %      | osób    | %       | osób      | %         |  |
| populacja | 9518   | 100    | 4743    | 49,83   | 4775      | 50,17     |  |

## Sąsiednie gminy
Biała Piska, Ełk, Mikołajki, Miłki, Pisz, Stare Juchy, Wydminy